# El Pinar
El Pinar è un comune spagnolo di 1 088 abitanti situato nella comunità autonoma dell'Andalusia.
È composto da tre nuclei: Pinos del Valle, Ízbor e Tablate.